# 察哈爾省 (中国共産党)
察哈爾省（チャハル-しょう）は中華民国末期に中国共産党が設置した中国共産党革命根拠地。中華人民共和国建国後もしばらく存続した。国民政府が設置した察哈爾省と同じ行政区画名であるため混同されることもあるが、行政管轄地域が異なる。

## 行政沿革
1945年（民国34年）、日本の敗戦により華北地区に統治権を拡大した中国共産党は、1948年（民国37年）9月26日、華北人民政府を成立させ、その後の国共内戦を経てその統治地域を拡大していった。
1949年（民国38年）1月19日、華北人民政府は察哈爾省の設置を決定、北岳行政区の全体と冀熱察行政区の旧熱河省及び平古線以東を除く地域に、1月15日に正式に発足し、1952年の省廃止まで存続した。

## 行政区画
下部に3専区、22県、2直轄市を管轄した。
- 直轄地
  - 大同市
  - 張家口市
- 雁北専区（専署所在地:大同県）
  - 右玉県
  - 応県
  - 懐仁県
  - 広霊県
  - 渾源県
  - 左雲県
  - 山陰県
  - 朔県
  - 大同県
  - 天鎮県
  - 平魯県
  - 陽高県
  - 霊丘県
- 察南専区（専署所在地:宣化県）
  - 蔚県
  - 延慶県
  - 懐安県
  - 懐来県
  - 四海県
  - 赤城県
  - 宣化県
  - 涿鹿県
  - 万全県
  - 陽原県
  - 竜関県
- 察北専区（専署所在地:張北県）
  - 化徳県
  - 康保県
  - 尚義県
  - 商都県
  - 崇礼県
  - 多倫県
  - 張北県
  - 宝源県

## 省主席
1. 張蘇 : 1948年12月 - 1952年11月